# Torch Song (1953)
Torch Song is een Amerikaanse muziekfilm uit 1953 onder regie van Charles Walters. Destijds werd de film in Nederland uitgebracht onder de titel Lied van verlangen.

## Verhaal
Jenny Stewart is een beroemde zangeres op Broadway. Door haar perfectionisme en haar onmogelijke eisen vervreemdt ze de mensen om zich heen. Wanneer haar nieuwe pianist Tye Graham het bestaat om kritiek te geven op Jenny, is ze buiten zinnen van woede. Later beseft ze dat Tye oprecht om haar geeft.

## Rolverdeling
| Acteur           | Personage           |
| ---------------- | ------------------- |
| Joan Crawford    | Jenny Stewart       |
| Michael Wilding  | Tye Graham          |
| Gig Young        | Cliff Willard       |
| Marjorie Rambeau | Mevrouw Stewart     |
| Harry Morgan     | Joe Denner          |
| Dorothy Patrick  | Martha              |
| James Todd       | Philip Norton       |
| Eugene Loring    | Gene                |
| Paul Guilfoyle   | Monty Rolfe         |
| Benny Rubin      | Charles Maylor      |
| Peter Chong      | Peter               |
| Maidie Norman    | Anne                |
| Nancy Gates      | Celia Stewart       |
| Chris Warfield   | Chuck Peters        |
| Rudy Render      | Zanger op het feest |

## Prijzen en nominaties
| Jaar | Prijs  | Categorie                | Genomineerde(n)  | Uitslag     |
| ---- | ------ | ------------------------ | ---------------- | ----------- |
| 1953 | Oscars | Beste vrouwelijke bijrol | Marjorie Rambeau | Genomineerd |

## Filmmuziek
- You're All the World to Me
- Follow Me
- You Won't Forget Me
- Follow Me (reprise)
- Two-Faced Woman
- Tenderly